# Shinjuku Mitsui Building
Il Shinjuku Mitsui Building (新宿三井ビル?, Shinjuku Mitsui Biru) è un grattacielo situato a Nishi-Shinjuku, Shinjuku, Tokyo, in Giappone. È di proprietà della Mitsui Fudōsan. È una delle dieci strutture più alte di Tokyo, ed è stato l'edificio più alto del Giappone dal settembre 1974 al marzo 1978, quando il Sunshine 60 venne completato.
È stato costruito nello stile dei grattacieli che venivano costruiti negli Stati Uniti negli anni settanta. È noto per le diagonali nere sulle sue facciate est e ovest. Alla base del grattacielo vi è un giardino incassato e un'ampia piazza. Oltre al giardino incassato, c'è anche un giardino panoramico. 
Con le sue facciate nere, il Shinjuku Mitsui Building spicca tra i grattacieli di Shinjuku. Si trova vicino al Shinjuku Center Building, che è di due metri più basso, ma sembra essere più alto poiché il si trova su un terreno più elevato.

## Struttura
L'altezza dell'edificio è di 212 metri alla cima del tetto, e 225 metri alla cima dell'antenna. 
Le parentesi graffe a forma di X in acciaio sul lato dell'edificio servono come rinforzo sismico e anche come bretelle per le porte delle sale macchine a ciascuna estremità di ogni piano. Le porte sono alte 4-5 piani, per la sostituzione di apparecchiature quali condizionatori d'aria. Come nel vecchio Keio Plaza Hotel, alcune vie di fuga antincendio sono esposte all'esterno dell'edificio per impedire l'accumulo di fumo in caso di incendio.